# Ethel Lavenu
Eliza Lavenu, genannt Ethel Lavenu (* 24. Dezember 1842 in Chelsea, London; † 14. August 1917 in Middlesex) war eine englische Schauspielerin.

## Leben
Lavenu war die dritte von sechs Töchtern des Cellisten Lewis Henry Lavenu (1818–1859) und dessen Ehefrau Julia Blossom. Ihr Großvater mütterlicherseits, John Blossett, hatte in den südamerikanischen Unabhängigkeitskriegen unter Simón Bolívar Karriere gemacht und wurde anlässlich eines Duells von einem Colonel Power erschossen.
Ihr Vater verließ die Familie 1855 zu einer Tournee nach Australien und ist dort auch 1859 gestorben. Ab dieser Zeit wohnte Lavenu zusammen mit ihrer Mutter und zwei ihrer Schwestern, Ada und Alice in Covent Garden nahe dem Royal Opera House. Nach ihrem ersten künstlerischen Unterricht durch ihren Vater konnte sie jetzt nach weiteren Gesangsstunden kleinere Auftritte ergattern. Mit Hilfe ihrer beiden Schwestern, die ebenfalls Schauspielerinnen waren, konnte sie erfolgreich einige kleinere Rollen ergattern und ab 1863 konnte man sie regelmäßig auf der Bühne des Lyceum Theatre im Londoner West End sehen.
Dort lernte Lavenu den Konzertpianisten Harold Littledale Power (1833–1901) kennen und heiratete ihn 1866. Ihr Schwiegervater war Tyrone Power. Das Ehepaar hatte zwei Söhne: George Arthur, gen, Littledale Power (* 1868) und Frederick Power, gen. Tyrone Power, Sr. (1869–1931), die beider später ebenfalls Schauspieler wurden. Da sich die Familie größere künstlerische Erfolge in Hollywood erhoffte, reisten sie in die USA und nach einem kurzen Aufenthalt in New York ließen sie sich in Los Angeles, in der Nähe von Hollywood nieder.
Später kehrte Lavenu wieder in ihre Heimat zurück und ließ sich in Middlesex nieder. Sie starb am 14. August 1917 und fand dort auch ihre letzte Ruhestätte.

## Rollen (Auswahl)
- Tee duke’s motto or I am here (John Brougham)
- A day after the fair (Frank Harvey)[3]
- Bel Démonio (Paul Féval)[4]
- Nursey chickweed (Thomas J. Williams)
- The master of Ravenswood (Charles Albert Fechter)
- The Corsican brothers (John Holmstrom)[5]